# Culasse en joaillerie
Pour les articles homonymes, voir Culasse.

La culasse est la partie postérieure d'une pierre précieuse, taillée en pointe ; la moins visible, qui est la plus proche de la monture mais sans la toucher pour ne pas gêner les reflets dans la pierre.
La pierre ne repose pas sur la monture mais y est reliée par des griffes qui enserrent le rondis, la partie la plus large de la pierre.